# Sony Creative Software
Sony Creative Software — подразделение компании Sony, занимающееся производством мультимедийного ПО.
Одним из самых заметных деятелей является Майкл Джексон — художник и бизнесмен. В 1991 году Джексон основал Jackson’s & Sony Entertainment Complex Co для создания фильмов, видеороликов, студий звукозаписи и.т.д. Джексон с этой компанией приобрел 20 % ПО Sony. Сейчас 75 % принадлежит Sony, а 25 % Джексону.
В мае 2016 большинство программных продуктов, кроме SCS Catalyst Browse и Catalyst Production Suite, приобрела компания Magix Software.

## Программное обеспечение
Список ПО, произведённого компанией:
- Sony ACID
- Sony Vegas (до мая 2016 года, после - VEGAS Pro)
- Sony Sound Forge (в недавнем прошлом - от Sony Creative Software, а до 2003 года принадлежал изначальному разработчику Sonic Foundry),
- Sony CD Architect
- Sony Photo Go